# Parafia Matki Bożej Częstochowskiej w Bound Brook
Parafia Matki Bożej Częstochowskiej w Bound Brook (ang. St. Mary of Czestochowa Parish) – parafia rzymskokatolicka położona w Bound Brook w stanie New Jersey w Stanach Zjednoczonych.
Jest ona wieloetniczną parafią w diecezji Metuchen, z mszą św. w j. polskim dla polskich imigrantów.
Ustanowiona w 1914 roku i dedykowana Matce Bożej Częstochowskiej.

## Historia
W 1914 roku biskup Trenton, James McFaul, na wniosek polskiej społeczności w Bound Brook, NJ wyraził zgodę na budowę kościoła i w czerwcu 1914 roku została ustanowiona parafia Matki Bożej Częstochowskiej.
We wrześniu 1919 roku został poświęcony kamień węgielny pod kościół i szkołę.

## Duszpasterze
- ks. Czesław Jasionowski (1914-1960)
- ks. John J. Nowak (1960-1977)
- ks. Eugene J. Prus 1977-1985)
- ks. Stanley J. Walega (1985-2003)
- ks. Leon S. Aniszczyk (2004-obecnie)

## Grupy parafialne
- St. Mary's Holy Name Society
- St. Mary's Rosary Society
- St. Mary's Senior Leisure Club

## Szkoły
- St. Mary of Czestochowa Polish School